# La Foux d'Allos
La Foux d'Allos est une station de ski située dans le nord du département des Alpes-de-Haute-Provence dans les massifs du Pelat et des Trois-Évêchés.

## Histoire
La naissance de la station se fait dans les années 1930 sur le Hameau de la Foux. Alors que la commune d'Allos est principalement peuplée d'agriculteurs, la volonté de passionnés de développer un tourisme hivernal sur le modèle des grandes stations nord-alpines se fait dès le milieu des années 1930. L'essor touristique se fait vite sentir, la station est rapidement victime de son succès à cause d'une faible capacité d'accueil. La SAFA (société d'aménagement pour la Foux d'Allos) est créée en 1937 pour exploiter la nouvelle station. Tandis que la guerre éclate en 1939, l'exploitation sera interrompue jusqu'au début des années 1950. 
À la réouverture, les touristes afflueront à nouveau. La publicité est relayée dans les grandes villes françaises et permet d'attirer encore plus de monde. La SAFA augmente son capital en 1957 afin de créer deux nouvelles remontées mécaniques.
À partir de 1961, l'entrée en capital du groupe Boissonnas, dans le but de développer l'activité en fait alors actionnaire majoritaire et prend le contrôle de la société. La SAFA développe alors fortement l'activité touristique hivernale et construit de nombreux logements et plusieurs remontées mécaniques. L'accès à la station est aussi fortement facilité par la construction du pont sur le Verdon. 
En 1970, le projet Soleige arrive à son terme après quatre ans de travaux : il s'agit d'une immense barre de huit étages pour 800 lits, construit afin de développer la capacité d'accueil de cette station. À cette même date, la première station des Alpes-Maritimes est inaugurée : Isola 2000. En 1971, la commune rachète à la SAFA les installations du Seignus. En 1976, la liaison entre les stations de Pra Loup et de La Foux est inaugurée. Pourtant la croissance continuera très péniblement pendant dix ans au début des années 1980, les stations françaises faisant face à de lourdes difficultés financières.
Dès 1988, la société exploitante entreprend de céder la station à un repreneur, en vain. La commune est donc amenée à racheter l'entreprise par le biais du syndicat d'économie mixte créé pour cette opération. Les six années qui suivirent furent très dures pour la station de ski tant sur le plan de l'enneigement que sur le plan financier. En 1994, la crue du Var démontre que la station est enclavée alors que la ligne de chemin de fer est en reconstruction. Cette même année, le Conseil Général des Alpes-de-Haute-Provence constate que les stations du départements sont toutes en grandes difficultés. Le département décida de subventionner les plus grosses stations de ski (Pra Loup et le Val d'Allos). Grâce à ces subventions, la commune modifie son modèle économique en vue de diversifier ses activités. C'est depuis cette année que la station propose des activités en hiver mais aussi en été. En 2004, le bâtiment Soleige, abandonné depuis plusieurs années est démoli. En 2008, le syndicat mixte du Val d'Allos délègue l'exploitation des stations à une nouvelle société (VALD : Val d'Allos Loisirs Développement), jusqu'en 2023.
Descriptif des pistes et des remontées mécaniques
Le domaine skiable, relié à Pra Loup (Espace Lumière) comprend 180 km de pistes sur 800 m de dénivelé.
Il se compose de :
- 46 remontées mécaniques dont 21 téléskis, 15 télésièges, dont 4 débrayables, 1 télémix, 2 télécabines, 1 télécorde, 5 tapis roulants et 1 téléphérique.
- 86 pistes (lorsque l'Espace Lumière est ouvert) : 9 vertes, 34 bleues, 37 rouges et 6 noires.

En ce qui concerne uniquement la station de La Foux d'Allos :
- 19 remontées mécaniques dont 8 téléskis, 8 télésièges, dont 1 débrayable, 1 télécorde et 2 tapis roulants
- 38 pistes : 3 vertes, 17 bleues, 15 rouges et 3 noires

## Accès et transports en commun
- Par la route, via Saint-André-les Alpes, ou par le Col d'Allos de mai à novembre (fermé en hiver).
- Navettes bus inter stations, tous les jours en période hivernale
- Navettes bus internes La Foux d'Allos, tous les jours en période hivernale desservant les différents quartiers de la station (l'Aiguille, le Croisette, Labrau, le Centre)